# Fred Beckey
Wolfgang Gottfried Beckey, plus connu sous le nom de Fred Beckey, né le 14 janvier 1923 à Dusseldorf et mort le 30 octobre 2017 à Seattle, est un alpiniste et écrivain américain, auteur de nombreuses premières ascensions essentiellement dans les sommets d'Amérique du Nord. Il a consacré toute sa vie à escalader des sommets, dès l'âge de 16 ans jusqu'à plus de 90 ans. Lorsqu'il n'escaladait pas, il écrivait des livres sur les escalades. Il était réputé vivre en ermite à Seattle.
En 2017, un documentaire de David O'Leske plusieurs fois primé, Dirtbag : The legend of Fred Becker, raconte sa vie notamment avec des témoignages de ses partenaires de cordées.

## Biographie

### Origines et enfance
Wolfgang Gottfried Beckey naît le 14 janvier 1923 à Düsseldorf en Allemagne puis sa famille, composée de son père Klaus Beckey et de sa mère Marta, émigre aux États-Unis en 1925, peu après sa naissance. Son père Karl Beckey, chirurgien, décéde en 1952, et sa mère, Marta Maria, chanteuse d'opéra, meurt en 1966.
Son frère, Helmut Fritz Becker dit « Helmy », né le 7 août 1925 à Seattle dans l'État de Washington aux États-Unis et meurt le 20 avril 2019 à l'âge de 93 ans, soit deux ans après Fred. Il est le premier partenaire d'escalade régulier de Fred lors de leur adolescence. Fred s'appelle en allemand Wolfgang, avec pour diminutif « Wolf », mais aux États-Unis, les autres enfants l'appellent « le loup », ce qui le pousse à changer son nom pour éviter les quolibets.

### Apprentissage et premières ascensions
Fred Beckey commence à grimper dans les North Cascades vers l'âge de treize ans, apprenant les concepts de base des scouts et, plus tard, des Mountaineers, mais effectue rapidement des ascensions plus difficiles en solo. Il réalise ses premières ascensions en 1939 à 16 ans avec une première au mont Despair dans le parc national de Glacier où il fête ses 17 ans au sommet. Ensuite, avec son frère Helmy, il se lance dans une escalade au mont Waddington, la « montagne mystérieuse » en Colombie-Britannique, qui dure six semaines. C'est la deuxième escalade alpine la plus compliquée d'Amérique du Nord. Helmy, son frère, est gravement atteint aux genoux par une chute de pierres. Après ça, Helmy arrête l'escalade et part en Europe dans les Dolomites pour devenir chanteur d'opéra.
Beaucoup considèrent que Fred Beckey était un grimpeur accompli et complet. Il montait comme si sa vie en dépendait. Il s'était spécialisé dans les premières ascensions de sommets encore jamais réalisées mais très convoitées.
Il réalise en 1954 l'ascension du mont McKinley, une gageure avec l'équipement de l'époque. C'est en 1955 qu'il voyage pour la première fois dans l'Himalaya avec pour objectif de gravir le Lhotse à une altitude de 8 516 m, c'est-à-dire le 4e sommet le plus élevé du monde. Par la suite, il fait plusieurs voyages dans l'Himalaya et prévoit d'y revenir en 2018, n'eut été son décès en 2017.
En 1963, dans l'Himalaya, il est considéré comme le plus grand grimpeur d'Amérique. En revanche, son caractère excentrique, parfois vu comme très égoïste, lui a beaucoup desservi ; en effet, il était ressenti comme n'ayant pas vraiment l'esprit d'équipe. Ainsi, lors d'une ascension, il laisse seul dans la tente son compagnon d'escalade, un médecin suisse, qui se sent mal, alors qu'il y a une menace d'avalanche. Son explication est qu'il devait chercher du secours pour pouvoir lui venir en aide. Mais cette attitude choque en particulier Norman Dyhrenfurth (en), l'organisateur d'une expédition vers l'Himalaya auquel Beckey voulait participer. De ce fait, il refuse fermement de prendre Beckey au profit de Jim Whittaker,, qui devient le premier Américain à gravir l'Everest.
Pendant ce temps, Beckey réalise une multitude de premières ascensions en Amérique du Nord.
En 1966, il réalise la première escalade du mont Seattle.
Fred Beckey rédige le Cascade Alpine Guide. Il ajoute l'escalade à ses compétences tout en servant pendant la Seconde Guerre mondiale avec la 10e division de montagne en tant qu'instructeur. Il s'engage ensuite dans l'armée corps d'entraînement en montagne, avant d'être démobilisé. Il travaille comme chauffeur de camion mais continue à grimper.
Tout au long de sa vie, il s'est intensivement consacré à l'escalade et ce n'est que tardivement qu'il est devenu une icône de l'alpinisme nord-américain. Dans son dernier livre, il décrit 137 ascensions. Après avoir travaillé sur son livre pendant des décennies, il trouve un éditeur, mais il considère qu'il lui manque encore quatre ascensions qu'il estime devoir absolument réaliser, dont le mont Assiniboine, le mont Monarch (en 2009) et Shiprock.
Dans l'alpinisme, il est indispensable de maîtriser la souffrance, à la limite de la torture, et dans le documentaire, ses proches et partenaires d'escalade estiment que c'est ce qui plaisait vraiment à Fred Beckey. En effet, il est décrit comme un génie poétique allié à l'ivresse des hauteurs.
Yvon Chouinard a été un de ses partenaires d'ascension. Fred Beckey effectuait des escalades toute la saison alors que la plupart n'y consacraient que deux semaines. En tant qu'alpiniste, il réalise de nombreuses premières en particulier en Alaska, dans la chaîne des Cascades et au Canada. Reinhold Messner lui-même s'étonnait de voir Fred Beckey continuer encore et encore à escalader des montagnes.
Fred Beckey meurt d'une attaque cardiaque à son domicile à l'âge de 94 ans le 30 octobre 2017 à Seattle.

## Ascensions
- 1942 - Deuxième ascension du mont Waddington
- 1946 - Première ascension du Devils Thumb avec Clifford Schmidtke et Bob Craig
- 1954 - Arête nord-ouest du mont McKinley avec Henry Meybohm
- 1954 - Première ascension du mont Deborah (3 761 m, Alaska) avec Heinrich Harrer et Henry Meybohm
- 1954 - Première ascension du mont Hunter (4 442 m, Alaska) avec Heinrich Harrer et Henry Meybohm
- 1961 - Face nord du mont Edith Cavell (3 363 m, Canada) avec Yvon Chouinard et Dan Doody
- 1965 - Première ascension hivernale du mont Robson
- 1967 - Première ascension du Great White Throne avec Galen Rowell et Pat Callis